# 869 Mellena
A 869 Mellena (ideiglenes jelöléssel 1917 BV) a Naprendszer kisbolygóövében található aszteroida. Richard Reinhard Emil Schorr fedezte fel 1917. május 9-én.